# Занен (округ)
Занен (нем. Bezirk Saanen) — бывший округ в Швейцарии. Центр округа — город Занен.
Округ входил в кантон Берн. С 1 января 2010 года объединён с округом Оберзимменталь в новый округ Оберзимменталь-Занен.

## Коммуны округа
| Герб         | Коммуна      | Население (2007) | Площадь км² | Официальный код |
| ------------ | ------------ | ---------------- | ----------- | --------------- |
| Гштейг-Гштад | Гштейг-Гштад | 953              | 62,4        |                 |
| Лауэнен      | Лауэнен      | 821              | 58,7        |                 |
| Занен        | Занен        | 6786             | 119,8       |                 |
|              | Итого (3)    | 8560             | 240,9       |                 |